# Trạng cờ Quý Tỵ
Trạng cờ Quý Tỵ là một game show truyền hình chuyên biệt của Việt Nam do Đài Truyền hình Kỹ thuật số VTC, Công ty Cổ phần Quốc tế Truyền thông (IMC) và Liên đoàn cờ Việt Nam phối hợp tổ chức năm 2013.
Đây là trò chơi truyền hình về cờ tướng đầu tiên ở Việt Nam. Phạm Quốc Hương trở thành Trạng cờ sau khi vượt qua Nguyễn Anh Quân 1,5-0,5 ở trận chung kết.

## Thể thức thi đấu
Tại game show này, các kỳ thủ, không phân biệt chuyên nghiệp hay nghiệp dư, đều được đăng ký tham dự. Các kỳ thủ có thể đăng ký theo câu lạc bộ hoặc tự do. Kỳ thủ thi đấu tranh giải cá nhân gồm 2 vòng:

### Vòng loại
Vòng loại chia ra hai bảng đấu khu vực phía Bắc và phía Nam, thi đấu theo hệ Thụy Sĩ. Dựa vào số lượng kỳ thủ, ở phía Bắc với 288 kỳ thủ thi đấu 11 ván, phía Nam 68 kỳ thủ thi đấu 9 ván. Các ván đấu cờ nhanh, mỗi bên 25 phút không có lũy tiến. Vòng loại chọn ra 16 đấu thủ chính thức và 4 đấu thủ dự bị ở khu vực phía Bắc và 16 đấu thủ ở khu vực phía Nam vào vòng chung kết.

### Vòng chung kết
Bốc thăm và thi đấu loại trực tiếp giữa 32 kỳ thủ đã qua vòng loại. Vòng 1/32, mỗi trận gồm 2 ván cờ nhanh, mỗi bên 25 phút. Nếu hòa nhau thì sẽ bốc thăm chọn màu quân cho 2 đấu thủ thi đấu một ván cờ chớp, bên đi trước có 6 phút, bên đi sau 5 phút. Bên đi sau là người giành chiến thắng nếu kết quả hòa hoặc thắng ván cờ này. Các trận đấu ở vòng chung kết sẽ được ghi hình trực tiếp tại Đài truyền hình VTC vào hai ngày cuối tuần.
Từ vòng 1/16 trở đi, mội trận chỉ gồm 1 ván cờ nhanh 25 phút không lũy tiến. Hai kỳ thủ bốc thăm chọn tiên hậu. Nếu hòa sẽ đánh 1 ván cờ chớp 6 phút, 5 phút, kỳ thủ đi sau ở ván cờ nhanh được quyền chọn tiên hậu ở ván cờ chớp. Nếu vẫn hòa thì kỳ thủ đi sau ở ván cờ chớp chiến thắng và lọt vào vòng sau.
Nhà vô địch sẽ được tôn vinh tấn phong "Trạng cờ". các kỳ thủ hạng nhì và hạng ba lần lượt được nhận danh hiệu Bảng nhãn và Thám hoa.

## Danh sách kỳ thủ
32 kỳ thủ lọt vào vòng chung kết ở hai bảng phía Bắc và phía Nam (xếp theo thứ tự thành tích vòng loại).
| 1. Trần Văn Ninh 2. Phạm Quốc Hương 3. Đào Cao Khoa 4. Nguyễn Hoàng Chiến 5. Nguyễn Khánh Ngọc 6. Trần Trung Kiên 7. Đinh Quang Hưng 8. Phùng Quang Điệp 9. Hoàng Văn Linh 10. Lê Linh Ngọc 11. Trần Quyết Thắng 12. Đỗ Như Khánh 13. Nguyễn Văn Quảng 14. Võ Văn Hùng 15. Nguyễn Anh Quân 16. Phạm Đình Huy | 1. Ngô Ngọc Minh 2. Võ Minh Nhất 3. Trần Cẩm Long 4. Trần Thanh Tân 5. Tôn Thất Nhật Tân 6. Nguyễn Anh Hoàng 7. Diệp Khai Nguyên 8. Phan Phúc Trường 9. Nguyễn Trần Đỗ Ninh 10. Nguyễn Thanh Tùng 11. Nguyễn Hữu Hùng 12. Nguyễn Hoàng Lâm 13. Lê Minh Trí 14. Nguyễn Phúc Lợi 15. Lê Minh 16. Nguyễn Phùng Xuân |

## Vòng chung kết
Tại vòng chung kết, ván đấu cờ nhanh thứ hai và ván đấu cờ chớp (nếu có) sẽ được tường thuật trực tiếp, với một bình luận viên của đài, một bình luận viên chuyên môn và một bình luận viên văn hóa (nhà văn Nguyễn Khắc Phục, nhà báo Nguyễn Lưu...). Hai kỳ thủ thi đấu với trang phục truyền thống, bối cảnh chốn bồng lai tiên cảnh có cỏ, cây, hoa, lá... trên một bàn cờ lớn rộng 4m², có các "tiên nữ" hỗ trợ đi cờ. Từ vòng thứ hai trở đi các cặp đấu chỉ có 1 ván cờ nhanh, bốc thăm người đi trước. Nếu hòa thì người đi sau có quyền chọn màu quân trong ván cờ chớp (hòa thì người đi sau trong ván cờ chớp thắng chung cuộc).
Vòng đấu đầu tiên của vòng chung kết diễn ra từ 20 tháng 7 đến 8 tháng 9. 32 kỳ thủ vào vòng chung kết có kết quả bốc thăm và thi đấu như sau.
|  | Vòng một                      | Vòng một                      |                     |    | Vòng hai                             | Vòng hai                             |  |  | Tứ kết                               | Tứ kết                               |  |  | Bán kết                              | Bán kết                              |
|  | Kỳ thủ xếp trên đi tiên ván 1 | Kỳ thủ xếp trên đi tiên ván 1 |                     |    | Kỳ thủ xếp trên đi tiên ván cờ nhanh | Kỳ thủ xếp trên đi tiên ván cờ nhanh |  |  | Kỳ thủ xếp trên đi tiên ván cờ nhanh | Kỳ thủ xếp trên đi tiên ván cờ nhanh |  |  | Kỳ thủ xếp trên đi tiên ván cờ nhanh | Kỳ thủ xếp trên đi tiên ván cờ nhanh |
|  |                               |                               |                     |    |                                      |                                      |  |  |                                      |                                      |  |  |                                      |                                      |
|  | 3 tháng 8                     |                               |                     |    |                                      |                                      |  |  |                                      |                                      |  |  |                                      |                                      |
|  |                               |                               |                     |    |                                      |                                      |  |  |                                      |                                      |  |  |                                      |                                      |
|  | Nguyễn Hoàng Lâm              | 0                             |                     |    |                                      |                                      |  |  |                                      |                                      |  |  |                                      |                                      |
|  | Nguyễn Hoàng Lâm              | 0                             | 22 tháng 9          |    |                                      |                                      |  |  |                                      |                                      |  |  |                                      |                                      |
|  | Phạm Quốc Hương               | 2                             |                     |    |                                      |                                      |  |  |                                      |                                      |  |  |                                      |                                      |
|  | Phạm Quốc Hương               | 2                             | Phạm Quốc Hương     | 1½ |                                      |                                      |  |  |                                      |                                      |  |  |                                      |                                      |
|  | 8 tháng 9                     |                               | Phạm Quốc Hương     | 1½ |                                      |                                      |  |  |                                      |                                      |  |  |                                      |                                      |
|  |                               | Đinh Quang Hưng               | ½                   |    |                                      |                                      |  |  |                                      |                                      |  |  |                                      |                                      |
|  | Đinh Quang Hưng               | Đinh Quang Hưng               | ½                   | 2  |                                      |                                      |  |  |                                      |                                      |  |  |                                      |                                      |
|  | Đinh Quang Hưng               |                               | 19 tháng 10         | 2  |                                      |                                      |  |  |                                      |                                      |  |  |                                      |                                      |
|  | Nguyễn Văn Quảng              | 1                             |                     |    |                                      |                                      |  |  |                                      |                                      |  |  |                                      |                                      |
|  | Nguyễn Văn Quảng              | 1                             | Phạm Quốc Hương     | 1  |                                      |                                      |  |  |                                      |                                      |  |  |                                      |                                      |
|  | 17 tháng 8                    |                               | Phạm Quốc Hương     | 1  |                                      |                                      |  |  |                                      |                                      |  |  |                                      |                                      |
|  |                               | Trần Cẩm Long                 | 0                   |    |                                      |                                      |  |  |                                      |                                      |  |  |                                      |                                      |
|  | Trần Thanh Tân                | Trần Cẩm Long                 | 0                   | 2  |                                      |                                      |  |  |                                      |                                      |  |  |                                      |                                      |
|  | Trần Thanh Tân                | 28 tháng 9                    |                     | 2  |                                      |                                      |  |  |                                      |                                      |  |  |                                      |                                      |
|  | Lê Minh Trí                   | 0                             |                     |    |                                      |                                      |  |  |                                      |                                      |  |  |                                      |                                      |
|  | Lê Minh Trí                   | 0                             | Trần Thanh Tân      | ½  |                                      |                                      |  |  |                                      |                                      |  |  |                                      |                                      |
|  | 28 tháng 7                    |                               | Trần Thanh Tân      | ½  |                                      |                                      |  |  |                                      |                                      |  |  |                                      |                                      |
|  |                               | Trần Cẩm Long                 | 1½                  |    |                                      |                                      |  |  |                                      |                                      |  |  |                                      |                                      |
|  | Tôn Thất Nhật Tân             | Trần Cẩm Long                 | 1½                  | 1  |                                      |                                      |  |  |                                      |                                      |  |  |                                      |                                      |
|  | Tôn Thất Nhật Tân             |                               | 2 tháng 11          | 1  |                                      |                                      |  |  |                                      |                                      |  |  |                                      |                                      |
|  | Trần Cẩm Long                 | 2                             |                     |    |                                      |                                      |  |  |                                      |                                      |  |  |                                      |                                      |
|  | Trần Cẩm Long                 | 2                             | Phạm Quốc Hương     | 1½ |                                      |                                      |  |  |                                      |                                      |  |  |                                      |                                      |
|  | 27 tháng 7                    |                               | Phạm Quốc Hương     | 1½ |                                      |                                      |  |  |                                      |                                      |  |  |                                      |                                      |
|  |                               | Nguyễn Trần Đỗ Ninh           | ½                   |    |                                      |                                      |  |  |                                      |                                      |  |  |                                      |                                      |
|  | Nguyễn Trần Đỗ Ninh           | Nguyễn Trần Đỗ Ninh           | ½                   | 2  |                                      |                                      |  |  |                                      |                                      |  |  |                                      |                                      |
|  | Nguyễn Trần Đỗ Ninh           | 29 tháng 9                    |                     | 2  |                                      |                                      |  |  |                                      |                                      |  |  |                                      |                                      |
|  | Lê Linh Ngọc                  | 1                             |                     |    |                                      |                                      |  |  |                                      |                                      |  |  |                                      |                                      |
|  | Lê Linh Ngọc                  | 1                             | Nguyễn Trần Đỗ Ninh | 1  |                                      |                                      |  |  |                                      |                                      |  |  |                                      |                                      |
|  | 1 tháng 9                     |                               | Nguyễn Trần Đỗ Ninh | 1  |                                      |                                      |  |  |                                      |                                      |  |  |                                      |                                      |
|  |                               | Phan Phúc Trường              | 0                   |    |                                      |                                      |  |  |                                      |                                      |  |  |                                      |                                      |
|  | Phan Phúc Trường              | Phan Phúc Trường              | 0                   | 1½ |                                      |                                      |  |  |                                      |                                      |  |  |                                      |                                      |
|  | Phan Phúc Trường              |                               | 26 tháng 10         | 1½ |                                      |                                      |  |  |                                      |                                      |  |  |                                      |                                      |
|  | Phạm Đình Huy                 | ½                             |                     |    |                                      |                                      |  |  |                                      |                                      |  |  |                                      |                                      |
|  | Phạm Đình Huy                 | ½                             | Nguyễn Trần Đỗ Ninh | 1  |                                      |                                      |  |  |                                      |                                      |  |  |                                      |                                      |
|  | 4 tháng 8                     |                               | Nguyễn Trần Đỗ Ninh | 1  |                                      |                                      |  |  |                                      |                                      |  |  |                                      |                                      |
|  |                               | Trần Văn Ninh                 | 0                   |    |                                      |                                      |  |  |                                      |                                      |  |  |                                      |                                      |
|  | Trần Văn Ninh                 | Trần Văn Ninh                 | 0                   | 2  |                                      |                                      |  |  |                                      |                                      |  |  |                                      |                                      |
|  | Trần Văn Ninh                 | 15 tháng 9                    |                     | 2  |                                      |                                      |  |  |                                      |                                      |  |  |                                      |                                      |
|  | Phùng Quang Điệp              | 0                             |                     |    |                                      |                                      |  |  |                                      |                                      |  |  |                                      |                                      |
|  | Phùng Quang Điệp              | 0                             | Trần Văn Ninh       | 1  |                                      |                                      |  |  |                                      |                                      |  |  |                                      |                                      |
|  | 21 tháng 7                    |                               | Trần Văn Ninh       | 1  |                                      |                                      |  |  |                                      |                                      |  |  |                                      |                                      |
|  |                               | Võ Minh Nhất                  | 0                   |    |                                      |                                      |  |  |                                      |                                      |  |  |                                      |                                      |
|  | Võ Minh Nhất                  | Võ Minh Nhất                  | 0                   | 1½ |                                      |                                      |  |  |                                      |                                      |  |  |                                      |                                      |
|  | Võ Minh Nhất                  |                               |                     | 1½ |                                      |                                      |  |  |                                      |                                      |  |  |                                      |                                      |
|  | Nguyễn Khánh Ngọc             | ½                             |                     |    |                                      |                                      |  |  |                                      |                                      |  |  |                                      |                                      |
|  | Nguyễn Khánh Ngọc             | ½                             |                     |    |                                      |                                      |  |  |                                      |                                      |  |  |                                      |                                      |
|  | 10 tháng 8                    |                               |                     |    |                                      |                                      |  |  |                                      |                                      |  |  |                                      |                                      |
|  |                               |                               |                     |    |                                      |                                      |  |  |                                      |                                      |  |  |                                      |                                      |
|  | Võ Văn Hùng                   | 2                             |                     |    |                                      |                                      |  |  |                                      |                                      |  |  |                                      |                                      |
|  | Võ Văn Hùng                   | 2                             | 29 tháng 9          |    |                                      |                                      |  |  |                                      |                                      |  |  |                                      |                                      |
|  | Nguyễn Phùng Xuân             | 0                             |                     |    |                                      |                                      |  |  |                                      |                                      |  |  |                                      |                                      |
|  | Nguyễn Phùng Xuân             | 0                             | Võ Văn Hùng         | 1  |                                      |                                      |  |  |                                      |                                      |  |  |                                      |                                      |
|  | 25 tháng 8                    |                               | Võ Văn Hùng         | 1  |                                      |                                      |  |  |                                      |                                      |  |  |                                      |                                      |
|  |                               | Nguyễn Phúc Lợi               | 0                   |    |                                      |                                      |  |  |                                      |                                      |  |  |                                      |                                      |
|  | Hoàng Văn Linh                | Nguyễn Phúc Lợi               | 0                   | 0  |                                      |                                      |  |  |                                      |                                      |  |  |                                      |                                      |
|  | Hoàng Văn Linh                |                               | 27 tháng 10         | 0  |                                      |                                      |  |  |                                      |                                      |  |  |                                      |                                      |
|  | Nguyễn Phúc Lợi               | 2                             |                     |    |                                      |                                      |  |  |                                      |                                      |  |  |                                      |                                      |
|  | Nguyễn Phúc Lợi               | 2                             | Võ Văn Hùng         | ½  |                                      |                                      |  |  |                                      |                                      |  |  |                                      |                                      |
|  | 20 tháng 7                    |                               | Võ Văn Hùng         | ½  |                                      |                                      |  |  |                                      |                                      |  |  |                                      |                                      |
|  |                               | Nguyễn Anh Quân               | 1½                  |    |                                      |                                      |  |  |                                      |                                      |  |  |                                      |                                      |
|  | Nguyễn Hoàng Chiến            | Nguyễn Anh Quân               | 1½                  | ½  |                                      |                                      |  |  |                                      |                                      |  |  |                                      |                                      |
|  | Nguyễn Hoàng Chiến            | 14 tháng 9                    |                     | ½  |                                      |                                      |  |  |                                      |                                      |  |  |                                      |                                      |
|  | Nguyễn Anh Quân               | 1½                            |                     |    |                                      |                                      |  |  |                                      |                                      |  |  |                                      |                                      |
|  | Nguyễn Anh Quân               | 1½                            | Nguyễn Anh Quân     | 1  |                                      |                                      |  |  |                                      |                                      |  |  |                                      |                                      |
|  | 7 tháng 9                     |                               | Nguyễn Anh Quân     | 1  |                                      |                                      |  |  |                                      |                                      |  |  |                                      |                                      |
|  |                               | Trần Trung Kiên               | 0                   |    |                                      |                                      |  |  |                                      |                                      |  |  |                                      |                                      |
|  | Trần Trung Kiên               | Trần Trung Kiên               | 0                   | 2  |                                      |                                      |  |  |                                      |                                      |  |  |                                      |                                      |
|  | Trần Trung Kiên               |                               | 3 tháng 11          | 2  |                                      |                                      |  |  |                                      |                                      |  |  |                                      |                                      |
|  | Lê Minh                       | 1                             |                     |    |                                      |                                      |  |  |                                      |                                      |  |  |                                      |                                      |
|  | Lê Minh                       | 1                             | Nguyễn Anh Quân     | 1  |                                      |                                      |  |  |                                      |                                      |  |  |                                      |                                      |
|  | 31 tháng 8                    |                               | Nguyễn Anh Quân     | 1  |                                      |                                      |  |  |                                      |                                      |  |  |                                      |                                      |
|  |                               | Trần Quyết Thắng              | 0                   |    |                                      |                                      |  |  |                                      |                                      |  |  |                                      |                                      |
|  | Đỗ Như Khánh                  | Trần Quyết Thắng              | 0                   | 0  |                                      |                                      |  |  |                                      |                                      |  |  |                                      |                                      |
|  | Đỗ Như Khánh                  | 28 tháng 9                    |                     | 0  |                                      |                                      |  |  |                                      |                                      |  |  |                                      |                                      |
|  | Diệp Khai Nguyên              | 2                             |                     |    |                                      |                                      |  |  |                                      |                                      |  |  |                                      |                                      |
|  | Diệp Khai Nguyên              | 2                             | Diệp Khai Nguyên    | 1  |                                      |                                      |  |  |                                      |                                      |  |  |                                      |                                      |
|  | 24 tháng 8                    |                               | Diệp Khai Nguyên    | 1  |                                      |                                      |  |  |                                      |                                      |  |  |                                      |                                      |
|  |                               | Ngô Ngọc Minh                 | 0                   |    |                                      |                                      |  |  |                                      |                                      |  |  |                                      |                                      |
|  | Nguyễn Anh Hoàng              | Ngô Ngọc Minh                 | 0                   | ½  |                                      |                                      |  |  |                                      |                                      |  |  |                                      |                                      |
|  | Nguyễn Anh Hoàng              |                               | 20 tháng 10         | ½  |                                      |                                      |  |  |                                      |                                      |  |  |                                      |                                      |
|  | Ngô Ngọc Minh                 | 1½                            |                     |    |                                      |                                      |  |  |                                      |                                      |  |  |                                      |                                      |
|  | Ngô Ngọc Minh                 | 1½                            | Diệp Khai Nguyên    | ½  |                                      |                                      |  |  |                                      |                                      |  |  |                                      |                                      |
|  | 18 tháng 8                    |                               | Diệp Khai Nguyên    | ½  |                                      |                                      |  |  |                                      |                                      |  |  |                                      |                                      |
|  |                               | Trần Quyết Thắng              | 1½                  |    |                                      |                                      |  |  |                                      |                                      |  |  |                                      |                                      |
|  | Nguyễn Thanh Tùng             | Trần Quyết Thắng              | 1½                  | ½  |                                      |                                      |  |  |                                      |                                      |  |  |                                      |                                      |
|  | Nguyễn Thanh Tùng             | 21 tháng 9                    |                     | ½  |                                      |                                      |  |  |                                      |                                      |  |  |                                      |                                      |
|  | Đào Cao Khoa                  | 1½                            |                     |    |                                      |                                      |  |  |                                      |                                      |  |  |                                      |                                      |
|  | Đào Cao Khoa                  | 1½                            | Đào Cao Khoa        | 0  |                                      |                                      |  |  |                                      |                                      |  |  |                                      |                                      |
|  | 11 tháng 8                    |                               | Đào Cao Khoa        | 0  |                                      |                                      |  |  |                                      |                                      |  |  |                                      |                                      |
|  |                               | Trần Quyết Thắng              | 1                   |    |                                      |                                      |  |  |                                      |                                      |  |  |                                      |                                      |
|  | Trần Quyết Thắng              | Trần Quyết Thắng              | 1                   | 2  |                                      |                                      |  |  |                                      |                                      |  |  |                                      |                                      |
|  | Trần Quyết Thắng              |                               |                     | 2  |                                      |                                      |  |  |                                      |                                      |  |  |                                      |                                      |
|  | Nguyễn Hữu Hùng               | 0                             |                     |    |                                      |                                      |  |  |                                      |                                      |  |  |                                      |                                      |
|  | Nguyễn Hữu Hùng               | 0                             |                     |    |                                      |                                      |  |  |                                      |                                      |  |  |                                      |                                      |

| Chung kết                                               |                 |    |
|                                                         | Phạm Quốc Hương | 1½ |
|                                                         | Nguyễn Anh Quân | ½  |
| Tranh giải ba:Nguyễn Trần Đỗ Ninh 1: 0 Trần Quyết Thắng |                 |    |

## Kết quả chung cuộc
|   | Danh hiệu | Kỳ thủ              |
| 1 | Trạng cờ  | Phạm Quốc Hương     |
| 2 | Bảng nhãn | Nguyễn Anh Quân     |
| 3 | Thám hoa  | Nguyễn Trần Đỗ Ninh |